# Доленя Вас (Преболд)
Доленя Вас (словен. Dolenja vas) — поселення в общині Преболд, Савинський регіон, Словенія. Висота над рівнем моря: 273,6 м.